# Telagrion diceras
Telagrion diceras är en trollsländeart som först beskrevs av Selys 1877.  Telagrion diceras ingår i släktet Telagrion och familjen dammflicksländor. Inga underarter finns listade i Catalogue of Life.